# Malmy (Ardennes)
Pour les articles homonymes, voir Malmy.
Malmy est une localité de Chémery-Chéhéry et une ancienne commune française, située dans le département des Ardennes en région Grand Est. 
Elle est rattachée à la commune de Chémery-sur-Bar depuis 1966, qui a fusionné le 1er janvier 2016 avec Chéhéry pour former la commune de Chémery-Chéhéry.

## Géographie
Malmy est un petit village-rue implanté à l'intérieur d'un large méandre de la Bar, aux abords immédiats de cette rivière et du canal des Ardennes, et sur des dépôts de pente résultant de l'altération de roches datant du Bajocien et du Bathonien. Son église Notre-Dame de Malmy et son cimetière présentent la caractéristique d'être situés à l'écart du hameau.
Avant sa fusion avec Chémery-sur-Bar, la commune de Malmy avait une superficie de 3,28 km2.

### Hydrographie
- Rivière la Bar (ancienne limite communale avec Chémery[3]).
- Canal des Ardennes.
- Ruisseau le Donjon qui rejoint ici la Bar [4].

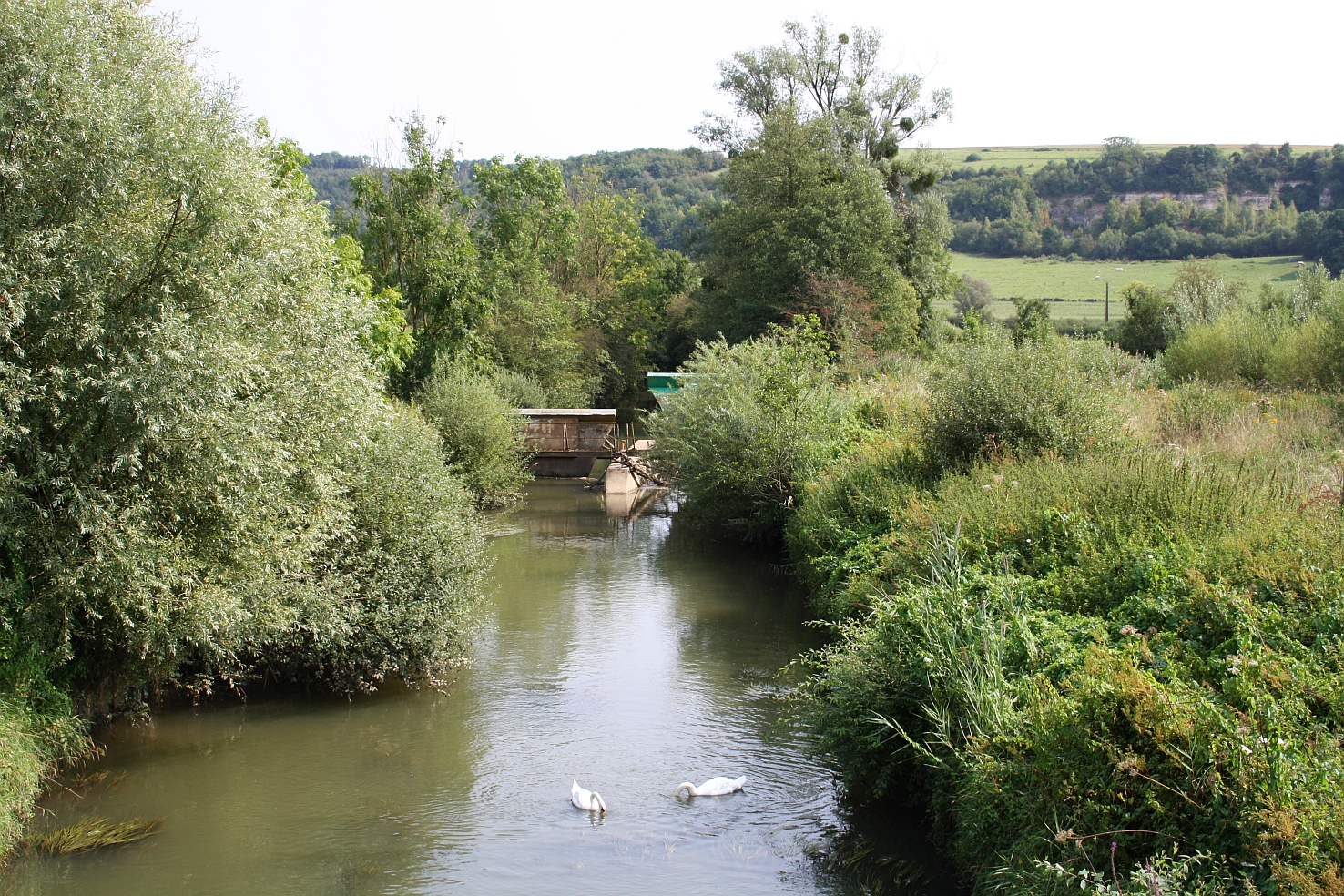
La Bar à l'entrée du village.
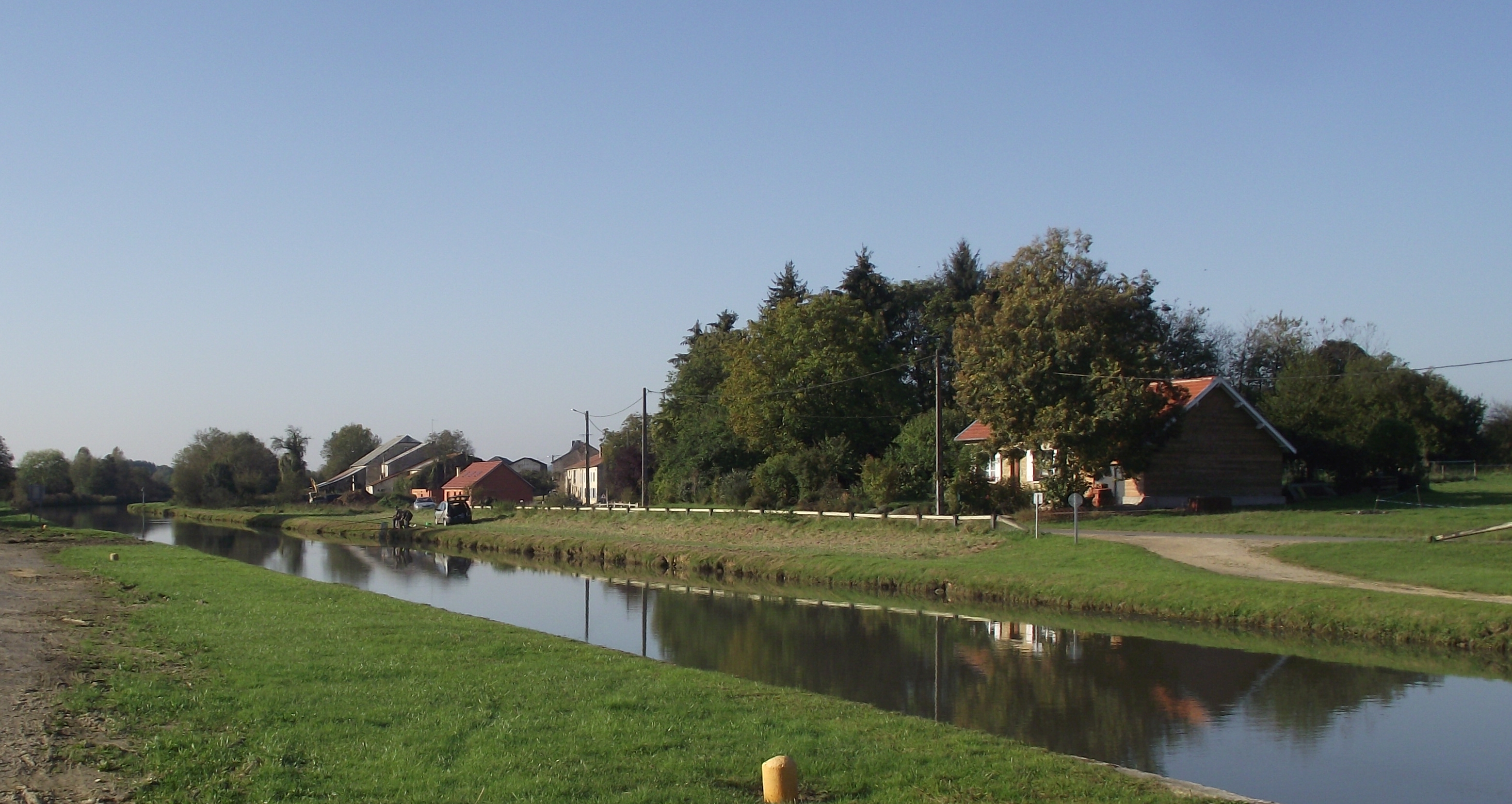
Le canal longeant le village-rue.
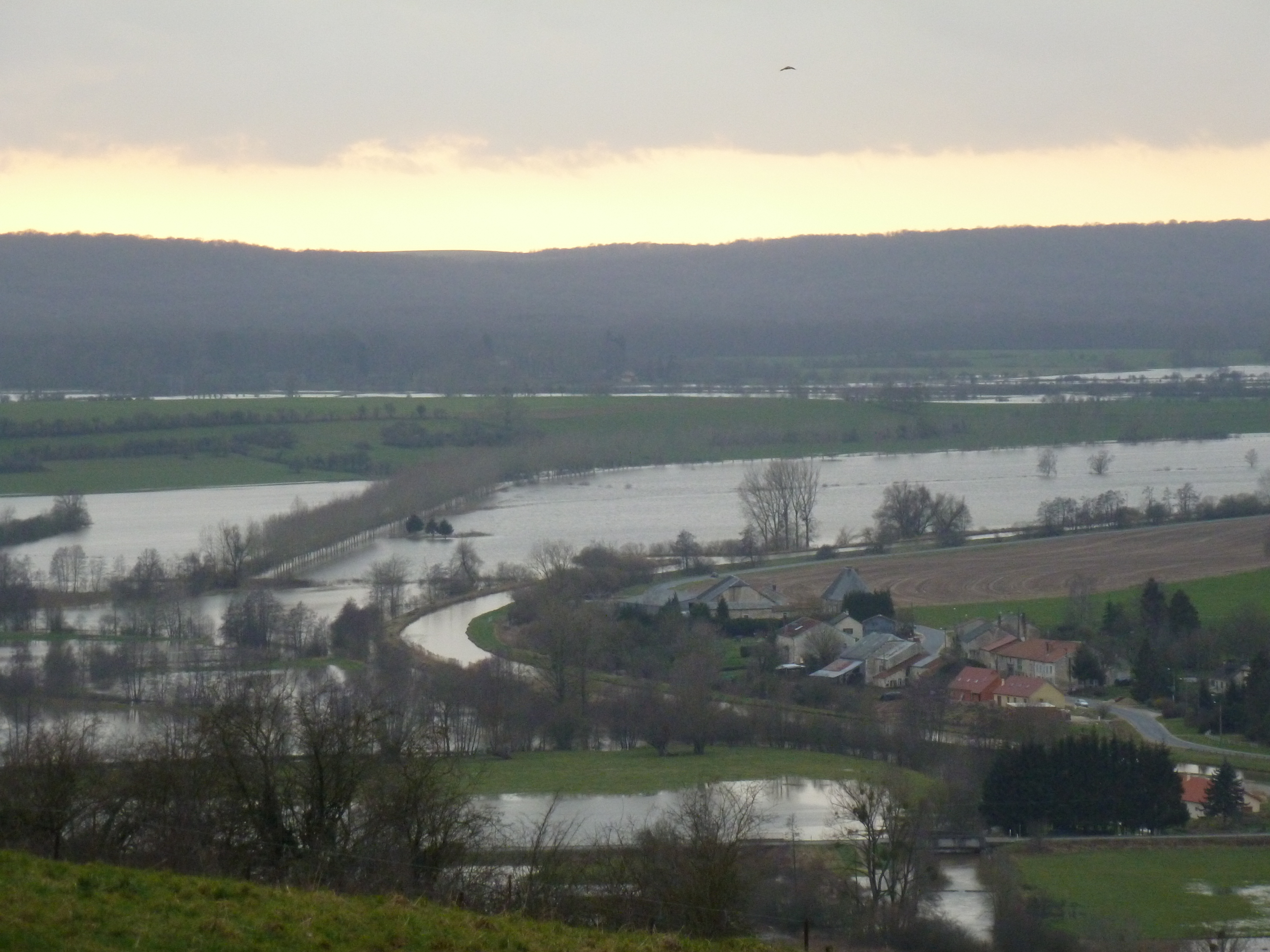
Malmy et les eaux de la Bar en crue (janvier 2012).

## Histoire
Les premières mentions écrites de Malmy datent de 1249 (Malemi dans les « Pouillés de la province de Reims ») et 1262 (villa de Malemeio dans « Trésor des chartes du comté de Rethel »). Cependant, le bourg devait déjà exister au XIIe siècle puisque la nef de l'église de Malmy a été datée aux années 1100-1150 et l’ensemble transept-chevet-clocher vers 1200.

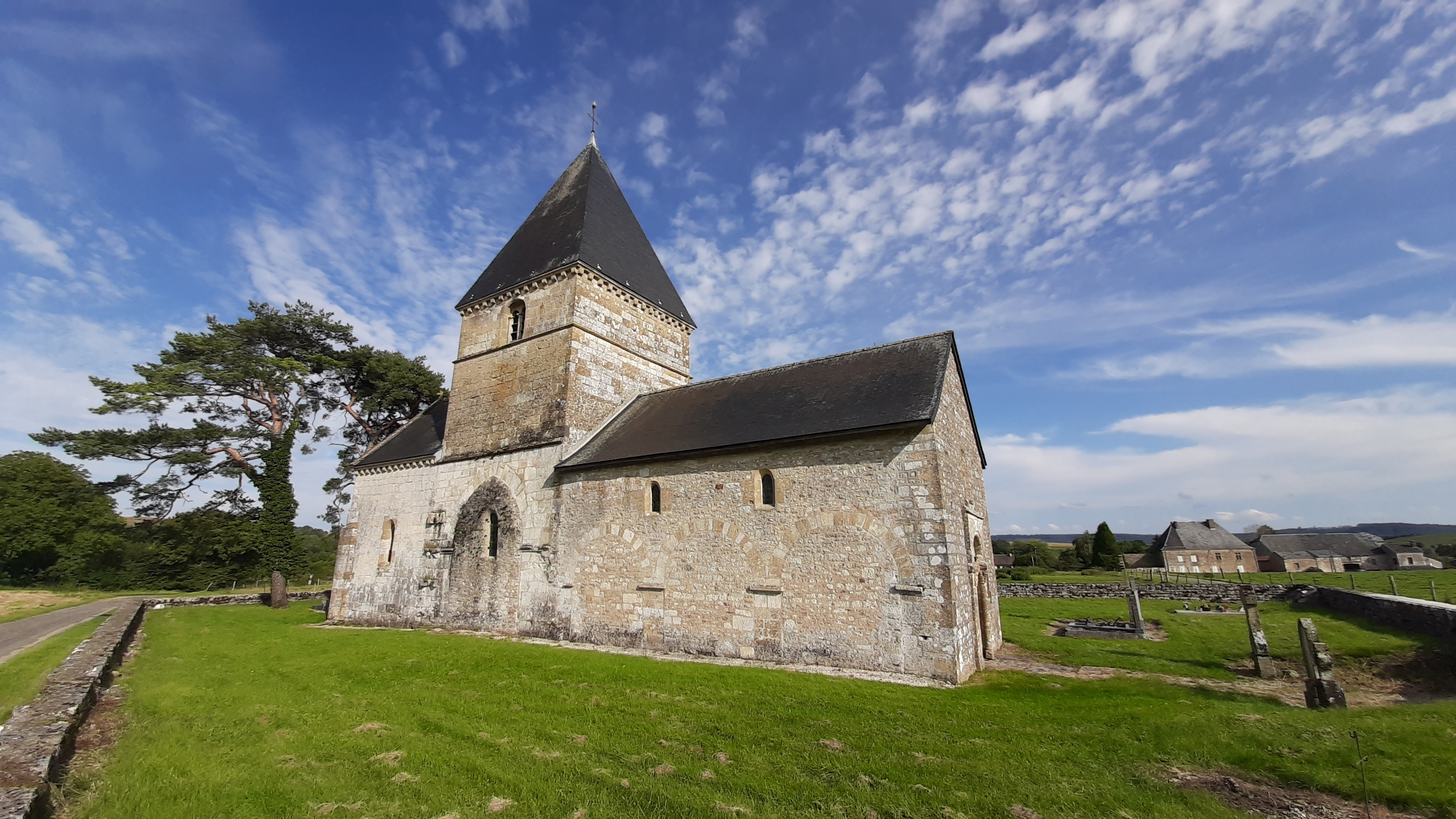
Nef du XIIe siècle aux arcatures obturées (à droite du clocher).
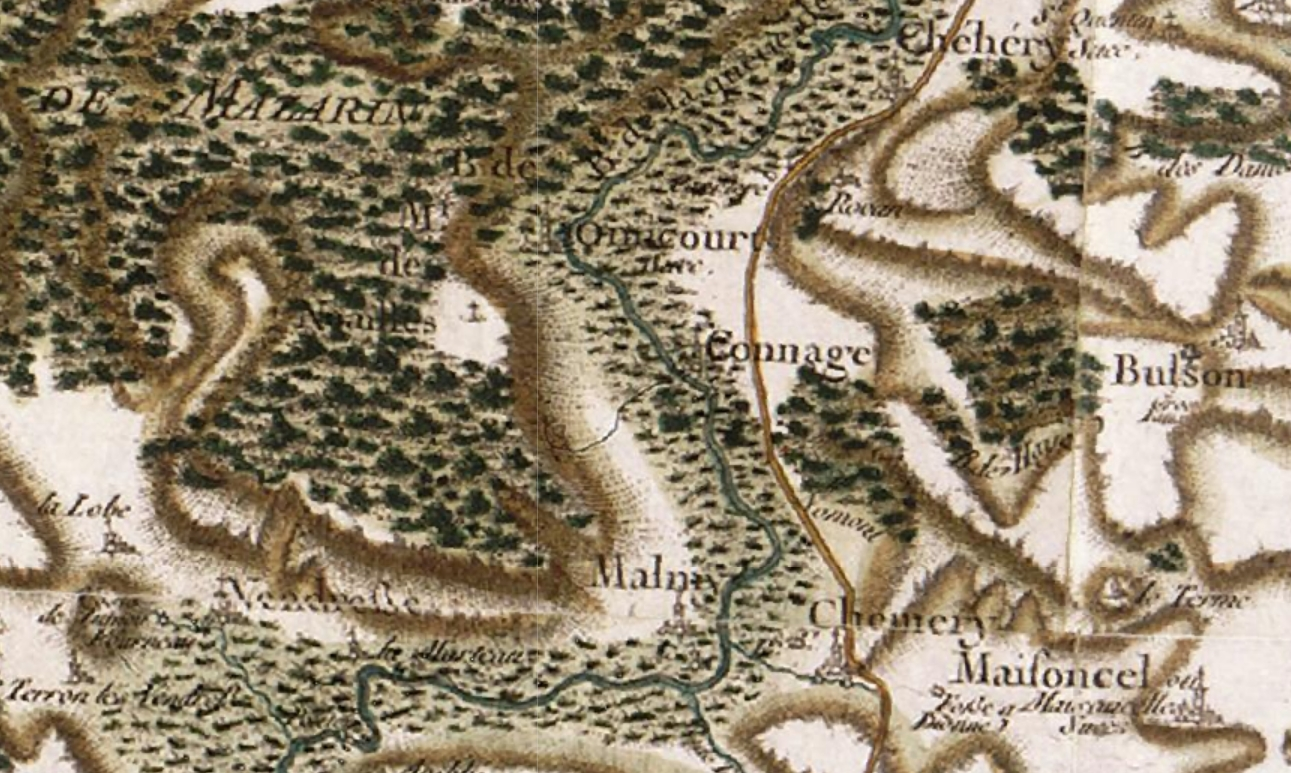
Malmy et sa région au XVIIIe siècle (carte de Cassini).

Le 14 mai 1940 au matin, lors de la bataille de France, Malmy est défendu par les Français du 2e escadron du 12e régiment de chasseurs aux ordres du capitaine Ethuin. Ils sont attaqués à 9h30 par les Allemands de la Kampfgruppe Nedtwig (commandée par Johannes Nedtwig, c'est un groupement tactique de la 1re Panzerdivision de Friedrich Kirchner) depuis la rive droite du canal des Ardennes mais parviennent, malgré les importantes forces qui leur sont opposés, à repousser l'attaque. Les Allemands de la Kampfgruppe Krüger ont néanmoins pris le pont d'Omicourt, et prennent de flanc les Français qui se replient alors vers Vendresse, non sans pertes malgré la couverture de deux automitrailleuses du 5e régiment d'automitrailleuse. Elles décrochent à leur tour, laissant le pont de Malmy en état aux Allemands de Nedtwig, ce qui avec celui d'Omicourt permet à Heinz Guderian (chef du 19e corps d'armée) de faire attaquer la 1re Panzerdivision vers l'ouest en passant sur la rive droite du canal des Ardennes. La situation n'est néanmoins pas si simple pour les Allemands car les ponts restent soumis au feu des canons français du II/78e régiment d'artillerie depuis Omont pendant quelque temps.
Par arrêté préfectoral du 27 juillet 1966, la commune de Malmy est rattachée, le 7 août 1966 à la commune de Chémery-sur-Bar.

## Administration
| Période                                  | Période | Identité                         | Étiquette | Qualité      |
| ---------------------------------------- | ------- | -------------------------------- | --------- | ------------ |
| 1800                                     | 1805    | François Boquillon               |           |              |
| 1806                                     | 1815    | Jean-Baptiste Bourguignon        |           |              |
| 1816                                     | 1817    | Joseph Bourguignon               |           |              |
| 1817                                     | 1821    | Damien Bourguignon               |           |              |
| 1822                                     | 1864    | Jean-Nicolas Day                 |           | propriétaire |
| 1864                                     | 1865    | Jean Bourguignon                 |           |              |
| 1865                                     | 1875    | Jean-Baptiste Arsène Bourguignon |           | cultivateur  |
| 1875                                     | 1881    | Pierre-Louis Pingard             |           |              |
| 1881                                     | 1904    | Prosper Tuot                     |           |              |
| Les données manquantes sont à compléter. |         |                                  |           |              |

| Période                                  | Période | Identité          | Étiquette | Qualité     |
| ---------------------------------------- | ------- | ----------------- | --------- | ----------- |
| 1904                                     | 1923    | Eugène Boizet     |           | cultivateur |
| 1923                                     | 1940    | Alfred Tuot       |           | aubergiste  |
| 1941                                     |         | Louis Bourguignon |           |             |
| Les données manquantes sont à compléter. |         |                   |           |             |

## Démographie
| 1793 | 1800 | 1806 | 1821 | 1831 | 1836 | 1841 | 1846 | 1851 |
| ---- | ---- | ---- | ---- | ---- | ---- | ---- | ---- | ---- |
| 62   | 127  | 73   | 80   | 82   | 97   | 100  | 103  | 83   |

| 1856 | 1861 | 1866 | 1872 | 1876 | 1881 | 1886 | 1891 | 1896 |
| ---- | ---- | ---- | ---- | ---- | ---- | ---- | ---- | ---- |
| lac. | lac. | 82   | 83   | 79   | 60   | 67   | 70   | 68   |

| 1901 | 1906 | 1911 | 1921 | 1926 | 1931 | 1936 | 1946 | 1954 |
| ---- | ---- | ---- | ---- | ---- | ---- | ---- | ---- | ---- |
| 54   | 64   | 47   | 65   | 55   | 57   | 45   | 30   | 36   |

| 1962 | - | - | - | - | - | - | - | - |
| ---- | - | - | - | - | - | - | - | - |
| 42   | - | - | - | - | - | - | - | - |

Histogramme

(élaboration graphique par Wikipédia)

## Culture locale et patrimoine

### Lieux et monuments
- L'écluse sur le canal des Ardennes.
- L'église Notre-Dame de Malmy. Edifice du XIIe siècle, dressé en plein champ et inscrit au titre des monuments historiques en 1958[10].

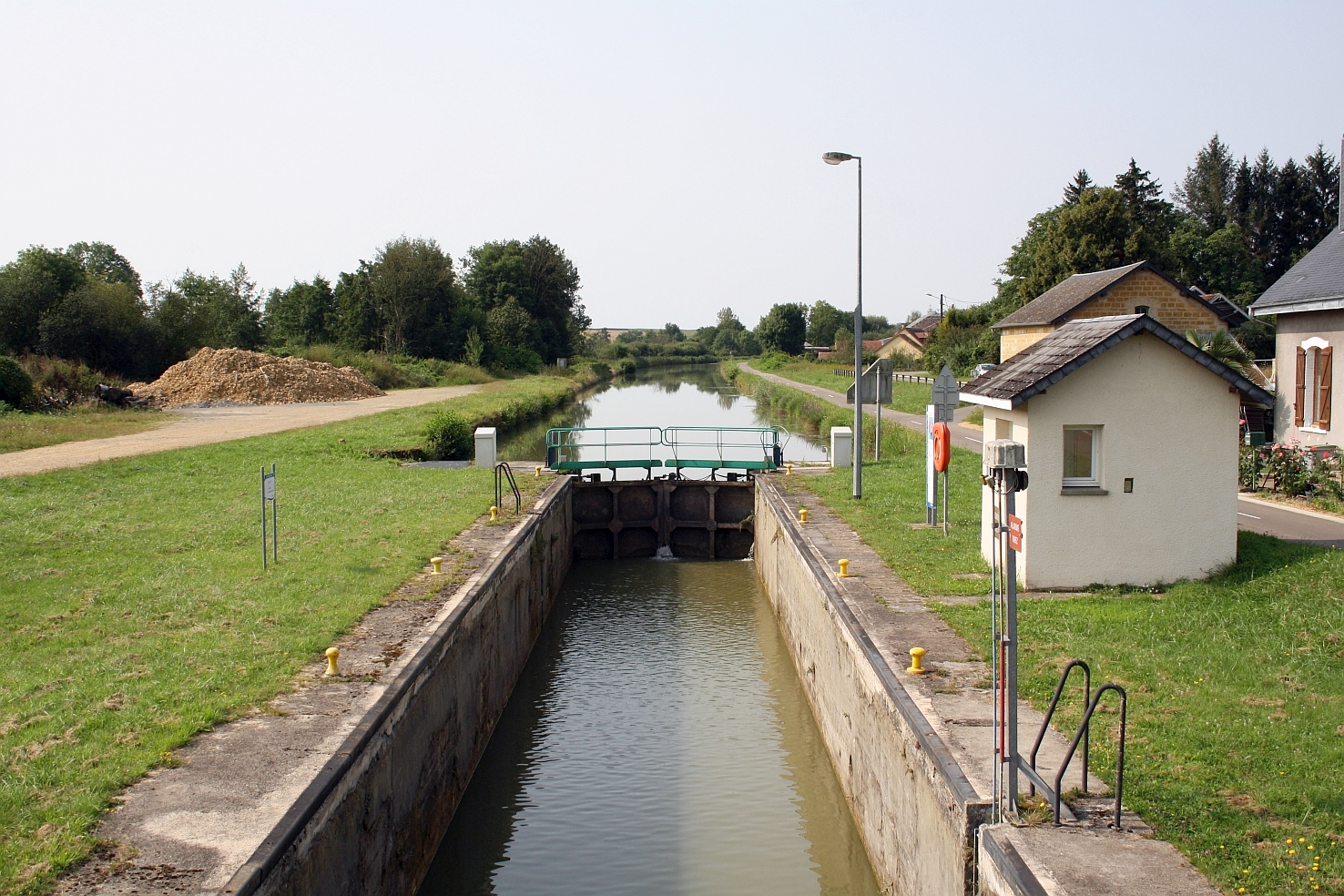
Ecluse de Malmy.
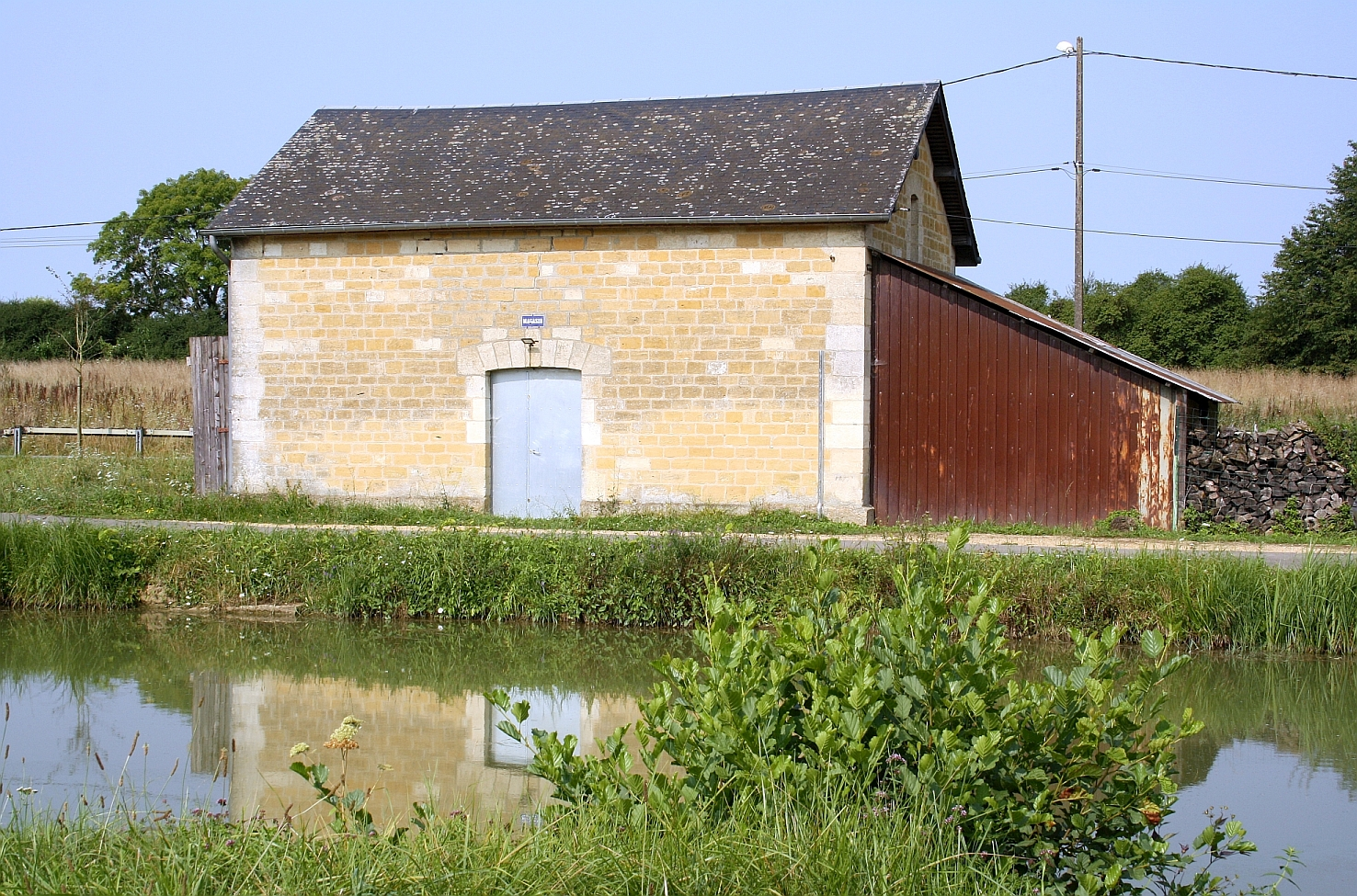
Magasin de l'écluse.
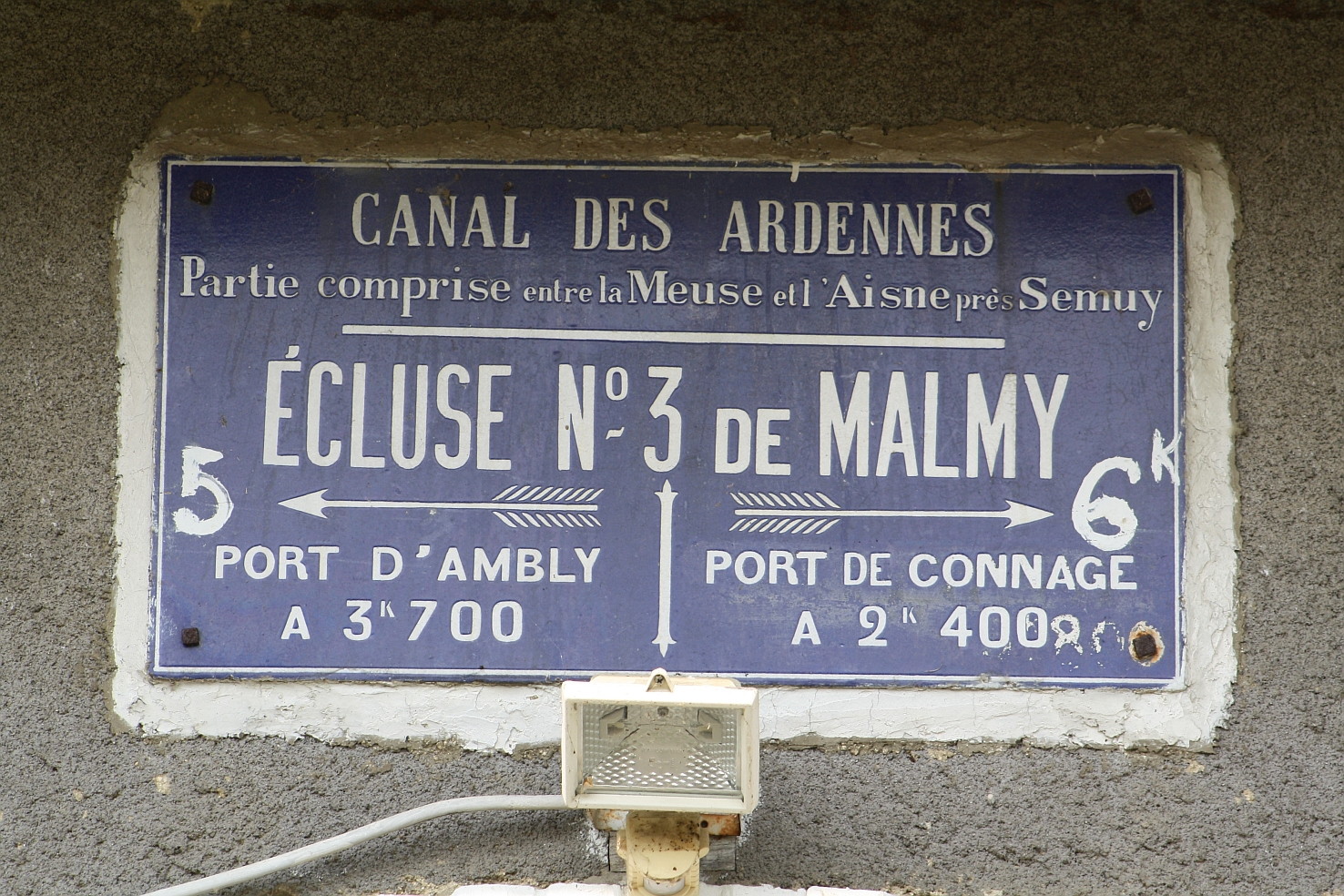
Panneau sur la maison de l'éclusier.
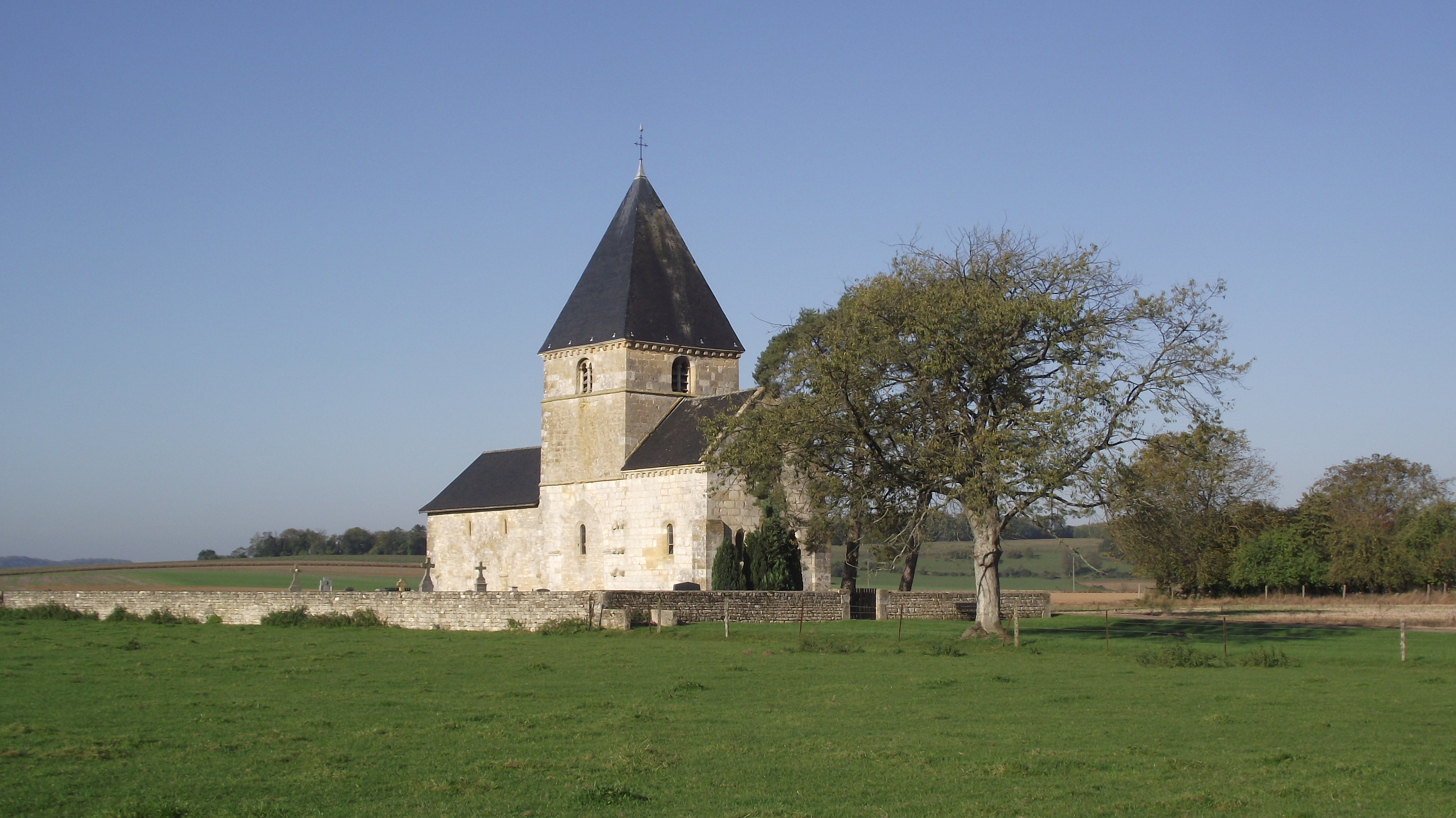
Église Notre-Dame de Malmy.

### Personnalités liées à la commune
- Regnault d'Ambly (XIIIe siècle), connétable de Bourgogne, était seigneur de Malmy.
- le colonel comte Charles d'Argy, né à Malmy le 26 mai 1805. Il a fondé la légion d'Antibes et a été fait commandeur de la Légion d'honneur.
- Camille Boizet (1888-1951). Soldat dans le 150e régiment d'infanterie au cours de la Première Guerre mondiale, il est grièvement blessé en février 1915 dans le secteur de Bagatelle (Argonne). Il sera nommé par la suite chevalier de la Légion d'honneur[11].